# David Broadfoot
David Broadfoot (21 de julio de 1899-31 de enero de 1953) era el oficial de radio del buque Princess Victoria, que se hundió entre Escocia e Irlanda. Siguió trabajando mientras el buque se hundía, por salvar los pasajeros y la tripulación. La reina Isabel II del Reino Unido le concedió a título póstumo la Cruz de San Jorge, la condecoración para valentía más importante por civiles británicos. Su Cruz de San Jorge está en el museo de Stranraer, en Escocia.
- Datos: Q550359